# 自由への讃歌
「自由への讃歌」（原題： People Got To Be Free）は、ラスカルズ（The Rascals）が1968年にリリースしたシングル。

## 解説
作詞および作曲は、フェリックス・キャヴァリエ（フレックス・カヴァリアとも表記。Felix Cavaliere）とエディ・ブリガッティ。 
1968年4月のマーティン・ルーサー・キング・ジュニア牧師の暗殺に触発された書かれたポリティカル・ソングである。同年5月14日にレコーディングされ、7月にシングルとして発売された。アトランティック・レコードのジェリー・ウェクスラーは、当初政治的な歌の発売には消極的だった。
ビルボード（Billboard）誌では、1968年8月17日に、週間ランキング第1位を獲得し、5週連続で第1位を獲得した。ビルボード誌1968年年間ランキングでは第7位。ビルボード誌の集計では、ヤング・ラスカルズ（The Young Rascals）時代を含めて、ラスカルズ最大のヒット曲となった。